# 美国时装设计师协会
美国时装设计师协会（英語： / 简称：）是一家由474名美国时装及配饰设计师组成的非营利性行业协会。该协会由公关专家埃莉诺·兰伯特于1962年组织成立， 旨在向全球推广美国设计师。
除了每年举办CFDA时尚大奖之外，美国时装设计师协会还通过向高中、大学及研究生院发放奖学金和资源来培养美国未来的设计人才。同时，该协会也向在职的设计师提供资金和商业机会。除此之外，美国时装设计师协会也通过CFDA基金会来支持慈善事业。

## 组织历史
美国时装设计师协会首任主席是西德尼·拉格（1963年－1965年）。 自汤姆·福特于2022年5月31日任期届满后，协会主席目前暂时处于空缺状态。 汤姆·福特于2019年6月接任协会主席，而他之前则是担任协会主席长达13年的黛安·馮·菲斯滕貝格。
美国时装设计师协会的创始正式会员有比尔·布拉斯、唐纳德·布鲁克斯、贝蒂·卡罗尔（Betty Carol）、简·德比、路易斯·艾斯提维兹、戴维·埃文斯（David Evins）、鲁迪·格恩莱西、巴德·基尔帕特里克（Bud Kilpatrick）、海伦·李、让·路易斯、约翰·摩尔（John Moore）、诺曼·诺雷尔、西尔维娅·佩德拉、费迪南多·萨尔米、阿诺德·斯卡西、阿黛尔·辛普森、古斯塔夫·塔赛尔、宝琳·特里格尔、西德尼·拉格、本·扎克曼等。

## 组织项目

### CFDA/Vogue时尚基金
“CFDA / Vogue时尚基金”是一项由美国时装设计师协会与《Vogue》杂志社共同设立的捐赠基金，其既定目标是为一名或多名时装设计师提供高额奖金及业务指导。每年的获奖者由行业专家委员会评定。CFDA / Vogue时尚基金评选委员会每年会选拔三名新晋时尚设计师，并奖励他们：
1. 由成熟时尚产业人士组成的专业团队提供业务指导，涉及业务规划、营销、采购、生产及出口等领域；
2. 鼓励并使得获奖者能够完成其独立设计方案（冠军1人，将获得20万美元奖金；亚军2人，将各获得10万美元奖金）。

曾获得该基金奖励的著名设计师有：
- 2014年：保罗·安德鲁（英语：Paul Andrew (designer)）（冠军）[11]、维斯·戈登（英语：Wes Gordon）、伊迪·帕克（Edie Parker）、西蒙·米勒（Simon Miller）。
- 2015年：里奥·乌里贝（Rio Uribe）（冠军，现供职于吉普赛运动（英语：Gypsy Sport））[12]。
- 2017年：特尔弗·克莱门斯（英语：Telfar Clemens）（冠军）[13] 、贝卡·迈克卡伦-德兰（英语：Becca McCharen-Tran）（亚军，缤纷（英语：Chromat）服饰创始人）[14]。
- 2018年：克比·让-雷蒙德（英语：Kerby Jean-Raymond）（冠军）[15][16]。

### CFDA〔时尚孵化器〕项目
“CFDA〔时尚孵化器〕”是一项商业发展计划，旨在支持纽约市的下一代时装设计师。该项目会提供一个创造性的专业环境，其使命是在两年的计划时间里帮助10个所参与品牌业务的发展和维持。项目会提供低成本的设计师工作室场地以及商业指导、教育研讨和交流机会，为参与者创造可发挥其潜力的平台并促使其成为纽约时装界不可或缺的一部分。2010年，项目与纽约大学斯特恩商学院展开合作；目的是促使该学院的顶尖MBA学生与设计师配对，共同开展业务发展项目。
“CFDA〔时尚孵化器〕项目”的成功案例包括普拉巴·高隆以及曾获得2013年“CFDA / Vogue时尚基金”的“公立学校（Public School）”品牌创始人兼设计师周道一（Dao-Yi Chow）和马克斯韦尔·奥斯本（Maxwell Osborne）。
| 设计师姓名                      | 品牌        |
| ------------------------------- | ----------- |
| 亚历珊德拉·阿尔瓦雷兹           |             |
| 奥罗拉·詹姆斯                   |             |
| 查尔斯·尤瑟夫                   |             |
| 丹尼尔·杜戈夫                   |             |
| 提姆·朱 / 丹·朱 /               | Haerfest    |
| 杰森·阿尔基尔 / 朱莉·阿尔基尔 / | Haus Alkire |
| 宋智悟                          |             |
| 凯蒂·德古兹曼 / 迈克·米勒 /     |             |
| 赛迪斯·奥尼尔                   |             |
| 莫利·耶斯塔特                   |             |

### 时尚制造倡议
“时尚制造倡议”是由美国时装设计师协会负责的一个投资计划，该计划旨在振兴纽约市的时装业。“时尚制造倡议”会为纽约市服装制造业生产场所提供配套的资金支持。
2018年3月，美国时装设计师协会和纽约市经济发展公司共同宣布将有七家生产场所获得“时尚制造倡议”计划第五轮共计48万美元的资助基金。这七家场所分别是阿米莉亚制作室（Atelier Amelia）、日出工作室（Sunrise Studio）、美国流行风格（In Style USA）、穆德时尚（Mudo Fashion）、纽约刺绣工作室（New York Embroidery Studio）、季节清洗（Season Wash）和作坊工作室（Werkstatt）。

### 时尚抗乳癌
“时尚抗乳癌（ / ）”是美国时装设计师协会及CFDA基金会共同发起的一项慈善倡议，旨在提高公众对乳腺癌的认知并募集善款。
“时尚抗乳癌”的名称和标志由时尚设计师拉尔夫·劳伦所创造并在随后委托给CFDA基金会管理。该倡议计划于1994年春季纽约时装周期间首次在美国亮相，并于当年九月在时任美国第一夫人希拉里·克林顿所主持的白宫特别招待宴会上正式退出。在启动活动中，该计划共计售出400,000件衬衫并募款200万美元。这些善款被用于资助乔治城大学医学中心朗巴蒂癌症中心的妮娜·海蒂乳腺健康中心（Nina Hyde Center for Breast Health）。 该中心之所以被选为受益人是应拉尔夫·劳伦的要求，这是为了纪念他的朋友——《华盛顿邮报》前时尚编辑妮娜·海德（Nina Hyde）；妮娜·海德在1990年因乳腺癌逝世。
从2011年开始，该倡议都会选择与知名时尚偶像合作以推广自己。2017年，Fabletics便与“时尚抗乳癌”合作了一个运动装系列；该系列销售额的一部分将捐赠用于乳腺癌的筛查和治疗。
迄今为止，FTBC活动已经向全球乳腺癌慈善机构拨款近5,000万美元。美国时装设计师协会的会员会设计以为灵感的商品或联名作品，这些物品会在活动期间被出售或拍卖。

### CFDA奖学金项目
CFDA奖学金项目旨在向就读于四年全日制大学或同等院校的设计专业课程学生提供年度奖学金。1996年至2001年期间，CFDA奖学金已经授予约270万美元的奖学金。 CFDA奖学金项目目前有CFDA设计学者奖）、杰弗里·比尼设计大师学者奖（Geoffrey Beene Design Masters Scholar Award）和利兹·克莱本影响未来设计学者奖（Liz Claiborne Design for Impactful Futures Scholar Award）三项自有奖学金项目，以及与施华洛世奇基金会联合设立的再生创新学者奖（Re: Generation Innovation Scholar Award）。
CFDA设计学者奖主要面向设计专业即将毕业的本科生或研究生新生，将为他们每人提供25,000美元奖学金；杰弗里·比尼设计大师学者奖主要面向设计专业研究生新生，将为他们每人提供50,000美元奖学金；而利兹·克莱本影响未来设计学者奖则面向即将毕业的设计专业女性研究生，将为他们每人提供25,000美元奖学金。这些奖学金将以他们的成绩为评定标准，并最终结果将由一个专家委员会决定。

## 时尚大奖
CFDA时尚大奖创立于1980年并在1981年首次颁发，该奖项旨在表彰时尚设计方面的卓越成就。 该奖项由美国时装设计师协会发起并负责组织，有着“时尚奥斯卡”的美誉。 在CFDA时尚大奖之前，科蒂奖扮演着类似的角色。科蒂奖于1995年宣布终止，最后一次颁发是在1984年9月。 1997年，CFDA时尚大奖决定向年轻及新晋设计师敞开大门。
CFDA时尚大奖的提名工作由时尚大奖协会（Fashion Guild）负责，该工会由包括美国时装设计师协会成员、时尚编辑、零售商和造型师在内的1,500名会员组成；最终获奖者将由投票决定。
截至2021年，CFDA时尚大奖有年度美国男装设计师、年度美国女装设计师、年度美国配饰设计师、年度美国新晋设计师、年度国际男装设计师和年度国际女装设计师等常规奖项；此外还设有若干荣誉奖项，这包括杰弗里·比尼终身成就奖、创始人奖、董事会致敬、传媒奖和可持续环境奖。

## 合作计划
美国时装设计师协会会安排旗下设计师与知名品牌合作以推广其知名度。2010年，美国时装设计师协会就安排当年获得“CFDA / Vogue时尚基金”的墨尼克·贝安、帕特里克·厄维尔及索菲·提阿莱与盖璞合作。2012年和2013年，“CFDA / Vogue时尚基金”冠亚军则与J.Crew合作了胶囊系列。
而在庆祝协会成立50周年期间，美国时装设计师协会安排了旗下24名设计师与目标百货和尼曼百货合作，他们所设计的联名服装将在上述两家百货公司售卖。此外协会也安排了设计师与柯尔百货合作，如德雷克·拉姆（Derek Lam）和凯瑟琳·玛兰蒂诺（Catherine Malandrino）都与柯尔百货合作过联名款。
2013年10月3日，美国时装设计师协会与Google+联合推出了创新购物软件“Shoppable Hangouts”，用户可以利用其在上购物。协会与时任协会主席黛安·冯芙丝汀宝都参与了产品发布会。瑞秋·佐伊、瑞格布恩的马可斯·温莱特（Marcus Wainwright）和大卫·内维尔（David Neville），以及瑞贝卡·明可弗也参与这次体验活动。

## 知名会员
目前，美国时装设计师协会现任知名正式会员有汤姆·福特、格拉迪斯·塔梅兹、普拉巴·高隆、卡尔文·克雷恩、迈克·科尔斯、王大仁、王薇薇、黛安·冯芙丝汀宝、汤米·席尔菲格、加布里埃尔·赫斯特和拉尔夫·劳伦等。

## 主要书刊
美国时装设计师协会与其旗下会员在美国联合出版了下列主要图书。
| 书名 | 作者                                                | 出版社         | 出版日期 | 国际标准书号       |
| ---- | --------------------------------------------------- | -------------- | -------- | ------------------ |
|      | 查理·沙普斯（Charlie Scheips）                                     | 阿苏林出版社   | 2007年   | ISBN 9782759401611 |
|      | 杰弗里·比尼 基姆·哈斯雷特                           | 阿苏林出版社   | 2008年   | ISBN 9782759402663 |
|      | 坎迪·普拉茨（Candy Pratts Price） 洁西卡·格拉斯科克（Jessica Glasscock） 阿特·塔维（Art Tavee） | 阿苏林出版社   | 2008年   | ISBN 9782759402861 |
|      | 丽莎·马什（Lisa Marsh） 玛莎·斯图尔特                         | 阿苏林出版社   | 2009年   | ISBN 9782759404056 |
|      | 罗伯特·布莱恩（Robert E. Bryan）                                   | 阿苏林出版社   | 2009年   | ISBN 9782759404094 |
|      | 瑞玛·苏奇（Rima A. Suqi）                                       | 阿苏林出版社   | 2010年   | ISBN 9782759404711 |
|      | 帕特里夏·米尔斯（Patricia Mears）                                 | 艾布拉姆斯图书 | 2012年   | ISBN 9781419702310 |
|      | 黛安·冯芙丝汀宝 洁西卡·阿尔巴                       | 艾布拉姆斯图书 | 2014年   | ISBN 9781613125908 |
|      | 凯文·斯特罗姆 史蒂文·科尔布                         | 艾布拉姆斯图书 | 2015年   | ISBN 9781613127681 |
|      | 布斯·摩尔（Booth Moore）                                       | 艾布拉姆斯图书 | 2018年   | ISBN 9781683350989 |